# Лигазы
Лигаза (лат. ligāre — сшивать, соединять) — фермент, катализирующий соединение двух молекул с образованием новой химической связи — лигирование. При этом обычно происходит отщепление (гидролиз) небольшой химической группы от одной из молекул.
Лигазы относятся к классу ферментов EC 6.
В молекулярной биологии лигазы подкласса 6.5 классифицируют на РНК-лигазы и ДНК-лигазы.

## Классификация
- КФ 6.1 включает лигазы, образующие связи между кислородом и углеродом
- КФ 6.2 включает лигазы, образующие связи между серой и углеродом
- КФ 6.3 включает лигазы, образующие связи между азотом и углеродом
- КФ 6.4 включает лигазы, образующие связи между углеродом и углеродом
- КФ 6.5 включает лигазы, образующие фосфодиэфирные связи
- КФ 6.6 включает лигазы, образующие связи между азотом и металлами

## ДНК-лигазы
ДНК-лигазы — ферменты (EC 6.5.1.1), катализирующие ковалентное сшивание цепей ДНК в дуплексе при репликации, репарации и  рекомбинации. Они образуют фосфодиэфирные мостики между 5'-фосфорильной и 3'-гидроксильной группами соседних дезоксинуклеотидов в местах разрыва ДНК или между двумя молекулами ДНК. Для образования этих мостиков лигазы используют энергию гидролиза пирофосфорильной связи АТФ.
Один из самых распространённых коммерчески доступных ферментов — ДНК-лигаза бактериофага Т4.

## ДНК-лигазы млекопитающих
У млекопитающих классифицируют три основных типа ДНК-лигаз.
- ДНК-лигаза I  лигирует фрагменты Оказаки в ходе репликации отстающей цепи ДНК и участвует в эксцизионной репарации[1].
- ДНК-лигаза III в комплексе с белком XRCC1 участвует в эксцизионной репарации и в рекомбинации.
- ДНК-лигаза IV в комплексе с XRCC4 катализирует окончательный этап негомологичного соединения (non-homologous end joining - NHEJ) двунитевых разрывов ДНК. Также требуется для V(D)J рекомбинации генов иммуноглобулинов.

Ранее выделяли ещё один тип лигаз - ДНК-лигазу II, которая позднее была признана артефактом выделения белков, а именно  продуктом протеолиза ДНК-лигазы III.